# Marrubio (Castrillo de Cabrera)
Marrubio (en cabreirés Marrubiu) es una pedanía del municipio de Castrillo de Cabrera en la Comarca de La Cabrera, en la provincia de León, comunidad autónoma de Castilla y León, en España.
Así describía Pascual Madoz, en la primera mitad del siglo XIX, a Marrubio en el tomo XI del Diccionario geográfico-estadístico-histórico de España y sus posesiones de Ultramar:

Lugar en la provincia de León (14 leguas), partido judicial y diócesis de Astorga, audiencia territorial y capitanía general de Valladolid, ayuntamiento de Castrillo. Situado en una pendiente; le hermosean algún tanto los empedrados de que se hallan cubiertas todas sus calles. El clima es frío pero sano, sólo se padecen algunos reumas y pulmonías. Tiene unas 16 casas; iglesia anejo de Odollo, dedicada a San Esteban, y servida por un coadjutor, y buenas aguas potables. Confina Norte Castrillo; Este Saceda y Nogar; Sur Encinedo y Castrohinojo, y Oeste la Matriz. El terreno, es peñascoso, excepto una pequeña parte de la vega que fertilizan las aguas del Cabrera. Los caminos son locales, si tal pueden llamarse unas veredas, trazadas sobre país escabroso. Recibe correspondencia de Ponferrada. Producción: centeno, patatas y muchas nueces y castañas; cría ganados, caza jabalíes, zorros y osos, y pesca de truchas y anguilas. Población: 16 vecinos, 64 almas. Contribución con el ayuntamiento.
Pascual Madoz.